# .gb
.gb è il dominio di primo livello nazionale riservato al Regno Unito.
Il dominio, definito dalla RFC 920, è inutilizzato in favore del dominio .uk. L'unico dominio registrato è hmg.gb.